# McKinleys
McKinleys er et dansk poporkester fra Aalborg, som oprindeligt eksisterede fra 1966 til 1980. Bandet er gendannet flere gange, senest i 2020, og giver nu jævnligt koncerter rundt omkring på spillestederne i Danmark under ledelse af den oprindelige forsanger, Jan Grau. Gruppen er især kendetegnet ved at spille klassisk pop-rock og for deres liveoptrædener, der er bygget op over gennemarbejdede, flerstemmige vokalarrangementer med reference til navne som Beach Boys, Eagles og Queen.
Som liveorkester optrådte McKinleys oprindeligt både med egne kompositioner og med populære hit, som bl.a. "Good Vibrations" og "Barbara Ann" af Beach Boys, Manhattan Transfers udgave af jazzklassikeren "Birdland" og Queens "Bohemian Rhapsody".
I løbet af 1970'erne gav McKinleys koncerter overalt i Danmark, og turnerede i Sverige, Norge, Tyskland og England, hvor de banede vejen for andre danske poporkestre som Lolipops og Walkers. I 1980 deltog McKinleys i Dansk Melodi Grand Prix med sangen "Robin Hood", som dog kun opnåede en sekundær placering.
Gruppen fejrede i september 2016 dens 50-års jubilæum, ved en koncert i Vejgaard hallen. Besætningen ved denne optræden bestod af Jan Grau, Peter Kristoffersen, Henning Hansen, Kurt Riber Stevn og Jan Sandberg. 
I dag er McKinleys atter på landevejen under ledelse af Jan Grau. Besætningen består nu foruden Jan Grau af John Ellekrog, Bo Berg, Jørn Gammelby, Ole Mikkelsen og Lars Olsen. Bandet kan følges på deres hjemmeside (www.McKinleys.dk) og på facebook.

## Historien
Oprindeligt bestod McKinleys af Ivan Pedersen (trommer og sang), Per Lunen (bas og sang), Jørgen Høst (guitar og sang) og Frank Nielsen (guitar og sang), der var fire unge teenagere fra Aalborg, som i september 1966 besluttede at danne et popband. Allerede i december 1966 spillede McKinleys som det første af tre opvarmningsband for The Defenders på det populære spillested Mælkepoppen i Danmarksgade i Aalborg. De næste fire år spillede McKinleys ved et utal af musikarrangementer i Nordjylland, hvor de optrådte både som hovednavn og som opvarmningsband for nogle af tidens etablerede artister.
I 1967 var McKinleys således opvarmningsband for Vita & Clan, Wishful Thinking, Les Variations og The Hitmakers. I 1968 nåede McKinleys et foreløbigt højdepunkt, da gruppen den 9. september varmede op til Poul Dissing i Aalborg, og den 18. maj 1969 var McKinleys opvarmning for Poul Dissing og Benny Holst i Nibe.
I disse første år forlod Jørgen Høst McKinleys, og blev erstattet af keyboardspilleren Torben Dahl, mens Frank Nielsen blev afløst af guitaristen Henning Hansen, ligesom Jan Grau kom til som sanger.

### 1970'erne
Ved indgangen til 1970'erne var McKinleys blevet et rutineret og etableret band i Danmark, og udgav i 1972 den første single med sangene "Song Of My Friends" og "One Way Out". Singlen, som bl.a. Hans Otto Bisgaard spillede i Danmarks Radio, blev fulgt op med en større turne i Danmark, hvor McKinleys bl.a. spillede i Krudthuset i Tivoli i København, ligesom McKinleys også var på turne i Sverige, Norge og Tyskland.
I 1973 tog Jan Grau en pause fra Mckinleys, og dannede gruppen Jan & Wipe Out, som fik et dansktophit med singlen "Tænk på mig". Efter otte måneders fravær var han tilbage i gruppen igen, og McKinleys udgav singlen "Jessabell", og senere samme år kom debutalbummet "Pick up passion", der hovedsageligt bestod af egne kompositioner. Indspilningerne foregik i Palle Juuls "hønsegård", et lille primitivt studie, der fik navnet "Quali Sound".
McKinleys udsendte i 1975 singlen "You Can Do Magic"/"Woman". Samme år forlod Torben Dahl gruppen, og blev erstattet af keyboardspilleren Calle Nielsen, der havde været manager for McKinleys siden 1971. Calle Nielsen havde mange kontakter til de toneangivende koncertarrangører, og gruppen turnerede igen med adskillige optrædener i hele Danmark. Samme år fik den gennem Calles
kontakter 21 dage på Tour i Storbritannien på både etablerede spillesteder, pubber og i haller langt fra storbyerne.
Singlerne "Elenor"/"No Queen No More" og "Let´s Hang On"/"Don't Make A Fool Of Me" blev udsendt i 1976. "Let´s Hang On" kom ind på en 7. plads i Jørgen Mylius' radioprogram Top 10 og "Elenor" opnåede en 3. plads. Igen fulgte McKinleys op med en større Danmarksturne, hvor gruppen bl.a. spillede i Daddys Dance Hall i København, og de var på en turne i Norge og Sverige. På dette tidspunkt var gruppen udvidet til en sekstet, der arbejdede intenst på at udvikle de vokale harmonier.
I 1977 udgav McKinleys albummet "McKinleys", der solgte i mere end 20.000 eksemplarer. Numrene var en blanding af egne sange og kompositioner af andre sangskrivere og grupper. Nils Henriksen var blevet engageret som producer og fik stor indflydelse på dets endelige udformning. Kort efter udgivelsen forlod Per Lunen gruppen, og blev afløst af bassisten Peter Kristoffersen. Albummet blev udsendt i flere europæiske lande, og McKinleys var i den anledning på en 25-dages turne i England. Samme år fik McKinleys sin tv-debut i Dan Turèlls og Edmondt Jensens tv-show Deruda på DR. McKinleys fortsatte som turneorkester i hele Danmark, bl.a. igen i Daddys Dance Hall, og gruppen spillede også en lille promotionturne i Hamburg og Neumünster i Tyskland.

### Ballroom Heroes
Albummet "Ballroom Heroes" blev udgivet d. 12. april 1978, og fik en god modtagelse af musikanmelderne. Således skrev Peter Nørgaard i Berlingske Tidende: "Samtlige fem musikere er aktive vokalt, og de præsenterer et fremragende stykke korarbejde. På dette område ligger McK fuldt på højde med de engelske grupper, der bevæger sig i samme genre" . Sten Rud Thomsen fulgte op med en anmeldelse i Jyllands-Posten: "De fem dygtige musikere viser nu, at talentet har udmøntet sig i en plade af internationalt tilsnit".
Skønt der ikke blev sat spørgsmålstegn ved McKinleys sublime vokalarrangementer og musikalske færdigheder, var det dog ikke alle anmeldere, der var lige begejstrede for gruppens poppede musikstil. I Aktuelt skrev Kaj Gosvig: "Bare de dog fandt noget ordentligt at bruge disse fine vokale arrangementer til..."
Albummet blev godt modtaget af publikum. McKinleys kunne igen begive sig ud på en større Danmarksturne, og havde også engagementer i Norge og på Færøerne. Højdepunktet var dog en turne i England, der blev afsluttet med en optræden i Empire Ballroom på Leicester Square i London foran 2.000 tilskuere. Samme år spillede McKinleys også i norsk tv, og havde optrædener i både TV i Teltet og Lørdagsklubben i Danmarks Radio.
Da Queen i april 1978 havde givet koncert i København, skrev Ekstra Bladets musikanmelder Beth – med henvisning til at Queen havde benyttet playback på netop "Bohemian Rhapsody" – efterfølgende i en koncertanmeldelse: "Jeg kender en habil gruppe fra Ålborg, som hedder McKinleys, og de kan synge den sang flerstemmigt, så Queen burde skamme sig!" 
McKinleys udgav i 1979 albummet "New shoes for the old suit", der var et opsamlingsalbum med gruppens bedste numre, og også havde to nye sange med. Albummet, hvis forside var tegnet af Peder Bundgaard, solgte i mere end 25.000 eksemplarer, og indbragte Mckinleys en sølvplade  . McKinleys havde en tætpakket koncertkalender, og spillede bl.a. igen i Daddys Dance Hall, og var i maj på en kort turne i Norge.
Samme år mødte Ivan Pedersen sin (senere) hustru, Jytte Poulsen, og de flyttede herefter sammen i Valby. Dette besværliggjorde gennemførelsen af turneerne, og derfor besluttede musikerne at opløse McKinleys. Gruppen spillede sit sidste officielle job i  Daddys Dance Hall Nytårsaften 1979/80.

### Dansk Melodi Grand Prix 1980 og 1982
Skønt McKinleys officielt opløste sig selv i 1979/80, blev de inviteret til at deltage i Dansk Melodi Grand Prix 1980. De deltog på opfordring af Johnny Reimar med sangen "Robin Hood", som var skrevet af Ralph Levitan og Fini Jaworski. Sangen blev nummer ni, og grandprixet blev det år vundet af Bamses Venner med "Tænker altid på dig".
Deltagelsen i grandprixet blev fulgt op med singlen "Robin Hood" og et album med samme navn, der udelukkende bestod af sange, som var skrevet af Ralph Levitan og Fini Jaworski. Det album blev aldrig nogen salgsmæssig succes.
McKinleys blev gendannet for en kort bemærkning i 1981, og tog på en sommerturne i Danmark. Gruppen var i den anledning blevet udvidet med Peter Grønbæk på keyboard. Ivan Pedersen og Peter Grønbæk dannede efterfølgende duoen Taxie, som kom med til Dansk Melodi Grand Prix 1982 med sangen "Drømmene er forbi". Ved grandprixet var de andre medlemmer af McKinleys backinggruppe for Taxie. "Drømmene er forbi" endte på en sidsteplads.

### Pladeudgivelser, LP
- 1980 – Robin Hood (LP)
- 1979 – New Shoes For The Old Suit (LP)
- 1978 – Ballroom Heroes (LP)
- 1977 – McKinleys (LP)
- 1973 – Pick Up Passion (LP)

### Singler/EP
- 2021 – "Motown" / "Let's Hang On 2021" / "Ta' Mig 2021" / "Can't Stop Dreamin'" (EP)
- 2009 – "Love On The Moon" / "Hannah" (single)
- 1981 – "Ta' Mig" / "Hold Da Helt Ferie" (single)
- 1980 – "Robin Hood" (single)
- 1978 – "What Do You Think" / "All The Best" (single)
- 1978 – "Cheek To Cheek" / "What Do You Think" (single)
- 1977 – "Dirty Tricks" / "Stranger On The Shore" (single)
- 1976 – "Elenor" / "No Disco Queen No More" (single)
- 1976 – "Let´s Hang On" / "Don't Make A Fool Of Me" (single)
- 1975 – "You Can Do Magic" / "Woman" (single)
- 1973 – "Jessabell" / "Join Into The Music" (single)
- 1972 – "Song Of My Friends" / "One Way Out" (single)

### Film- / Reklamejobs
Den store popularitet McKinleys oplevede i 1970'erne, udmøntede sig også på anden vis end ved koncertturneer og pladeudgivelser. Gruppen komponerede således musik til biografreklamen "Sig Jolly til din Cola" for Jolly Cola, og lavede en jingle til Essos reklamekampagne "Put en tiger i tanken". McKinleys blev også benyttet i reklamer for bl.a. tøjproducenten Lee Cooper og Jägermeister.
I den danske spillefilm "Bamse" om den aarhusianske musiker Flemming 'Bamse' Jørgensen (premiere 25. august 2022) afspilles i en scene McKinleys hittet "Dirty Tricks" fra 1977.

## Solokarrierer
Efter opløsningen af McKinleys dannede Ivan Pedersen sammen med sangerinden Lecia duoen Laban, der op gennem 1980'erne udgav otte album, og fik det ene hit efter det andet. Især huskes sangen "Hvor skal vi sove i nat", der solgte i mere end 1 million eksemplarer. Laban opnåede at være hitlisteplaceret i USA, Skandinavien, Østasien og Latinamerika.
Efter at Laban blev opløst i 1988, dannede Ivan Pedersen sammen med Henning Stærk Danmarks Højeste Mandskor, og optrådte med Poul Krebs. Samtidigt var han med som korsanger for Moonjam ved indspilninger og koncerter. I 1992 dannede Ivan Pedersen gruppen Backseat Boys (senere bare Backseat), som udgav seks album, og han kunne i 1996 modtage en Dansk Grammy som Årets Danske Sanger.
I 2001 udgav han sit første soloalbum "Monogram". Siden er det også blevet til "Udenfor nummer, men venlig stemt" i 2004 og "Memo – 40 års jubilæumsbox" i 2006.
Sideløbende med karrieren som udøvende musiker har Ivan Pedersen arbejdet som producer og tekstforfatter for andre musikere og grupper, og har i dag sit eget medieforlag og pladestudio. I 1989 indtrådte han i bestyrelsen for DPA Danske Populærautorer, som er en organisation under KODA, der varetager komponisters og tekstforfatteres interesser og rettigheder. Ivan Pedersen er næstformand i foreningen.
Jan Grau dannede i 1981 duoen Slik med sangerinden Mette Ekfeldt. Slik blev efterfølgende til Ritz, hvor Peter Kristoffersen var med som bassist, og fik et hit med sangen "Vi venter en baby", der var en dansk version af Paul Ankas "Having a baby". De udgav et enkelt album og flere singler, inden de stoppede i 1983. I 1989 startede Jan Grau sammen med Henning Hansen og Torben Dahl gruppen Second Round, der også bestod af musikere fra gruppen Bulls Eye. Som pop-før orkester eksisterede de frem til 1999. Siden 2004 har Jan Grau spillet i Me & My Shadows, der optræder med coverversioner af Cliff Richard og The Shadows.
Calle Nielsen har som mangeårig manager og indehaver af CB & Ole B. Booking stået bag et utal af danske artister gennem årene. Bl.a. Jodle Birge, Peter Belli, Kim Larsen, ligesom han repræsenterede udenlandske solister og grupper som Albert Lee og Procol Harum – og Johnny Logan. Calle Nielsen døde den 22. december 2007.

## McKinleys revivals
Da der i 1989 blev afholdt en større Tresser-Galla i Aalborghallen, blev McKinleys gendannet til lejligheden, og optrådte her sammen med bl.a. The Easybeats og The Tremeloes. I forbindelse med den revivalbølge og nye interesse for musikken fra 1960'erne og 1970'erne har Henning Hansen, Jan Grau, Calle Nielsen, Peter Kristoffersen og Torben Dahl gendannet McKinleys med Jan Sandberg på trommer, og McKinleys har bl.a. i 2004 og 2005 spillet for en fuldsat Aalborg Stadionhal.
I det følgende årti indtil 2019 gav McKinleys kun få koncerter, da bandmedlemmerne havde travlt med mange andre konstellationer. Af større koncerter i perioden kan f.eks. nævnes den 30. august 2015, hvor McKinleys spillede til Hit House Reunion på Frederiksberg Runddel, en dobbeltkoncert med Bull's Eye i Vejgaard Hallen den 23. september 2016 i anledning af McKinleys' 50 års jubilæum samt en dobbeltkoncert med Les Manes på Mou Hotel den 11. november 2017.
I 2020 samlede Jan Grau igen et hold under navnet McKinleys og giver nu koncerter med både nyt materiale og især det gamle, velkendte McKinleys-materiale. I maj 2021 udsendte McKinleys således en EP med nye versioner af to gamle numre samt to spritnye kompositioner - den ene skrevet af Ivan Pedersen m.fl.
I 2022 kom McKinleys atter på landevejen og gav koncerter i bl.a. Ebeltoft (Kulturloft / Maltfabrikken), Grenå, Øster Hurup, Spillestedet Blokhus, Hjallerup Kulturhus og Hobro (Musik i Bilforretningen). 
Bandets besætning består i dag af Jan Grau - vokal, Jørn Gammelby - guitar og vokal, John Ellekrog - guitar og vokal, Bo Berg - trommer og vokal, Lars Olsen - keyboard og vokal samt Ole Mikkelsen - bas og vokal.

## Bandmedlemmerne
McKinleys havde udskiftninger gennem årene, og ved opløsningen i 1980 havde gruppen denne sammensætning:
| 1966-1980 | Ivan Pedersen       | trommer og sang  |
| 1966-1980 | Henning Hansen      | guitar og sang   |
| 1970-1980 | Jan Grau            | sang             |
| 1975-1980 | Calle Nielsen       | keyboard og sang |
| 1977-1980 | Peter Kristoffersen | bas og sang      |

Endvidere har disse musikere på et tidspunkt mellem 1966 og 1980 været med i McKinleys:
| Torben Dahl   | keyboard og sang |
| Per Lunen     | bas og sang      |
| Jørgen Høst   | guitar og sang   |
| Frank Nielsen | guitar og sang   |

Fra 2004 havde McKinleys følgende sammensætning:
| Henning Hansen      | guitar og sang   |
| Jan Grau            | sang             |
| Calle Nielsen       | keyboard og sang |
| Peter Kristoffersen | bas og sang      |
| Torben Dahl         | keyboard og sang |
| Jan Sandberg        | trommer og sang  |

I 2020-2022 havde McKinleys følgende sammensætning:
| Jan Grau            | Sang             |
| John Ellekrog       | Guitar og sang   |
| Kenneth Tække       | Keyboard og sang |
| Jørn Gammelby       | Guitar og sang   |
| Anders Krone Heinze | Bas og sang      |
| Bo Berg             | Trommer og sang  |

Siden 2023 har McKinleys haft følgende sammensætning:
| Jan Grau      | Sang             |
| John Ellekrog | Guitar og sang   |
| Lars Olsen    | Keyboard og sang |
| Jørn Gammelby | Guitar og sang   |
| Ole Mikkelsen | Bas og sang      |
| Bo Berg       | Trommer og sang  |